# Tame (Colombia)
Tame è un comune della Colombia facente parte del dipartimento di Arauca.
Il centro abitato venne fondato da Alonso Pérez de Guzman nel 1628.